# Czesław Zdanowicz
Czesław Stanisław Zdanowicz ps. „Nieśmiały” (ur. 12 grudnia 1920, zm. 13 grudnia 2015) – kapitan WP, partyzant AK w latach 1939–1944.
W szeregach Zgrupowania Stołpeckiego uczestniczył w walkach o Iwieniec, walczył w Puszczy Nalibockiej przeciwko niemieckiej operacji „Hermann”, w obronie mieszkańców Nowogródczyzny, a od przełomu lipca i sierpnia 1944 roku w Puszczy Kampinoskiej. Po włączeniu Zgrupowania Stołpeckiego w skład Grupy „Kampinos” wziął udział w akcji „Burza”, za co otrzymał odznakę uczestnika. Oprócz tego był zaangażowany w samym powstaniu warszawskim oraz w bitwie pod Jaktorowem, po której ranny trafił do niewoli (obozy: Schleswig, Stalag Bremen A). Członek Światowego Związku Żołnierzy AK. Wyróżniony 15 sierpnia 2015 roku tytułem Honorowego Obywatela Gminy Świebodzin.

## Okres Polskiej Rzeczypospolitej Ludowej
Po wojnie Zdanowicz ukrywał swoją przeszłość w Armii Krajowej do 1960 roku. Po ujawnieniu się on, jego żona, a także rodzina, pozostała na kresach, byli nachodzeni, zastraszani oraz inwigilowani przez SB i Milicję.